# Cielo (jeroglífico)
| N1 |

| N1 |

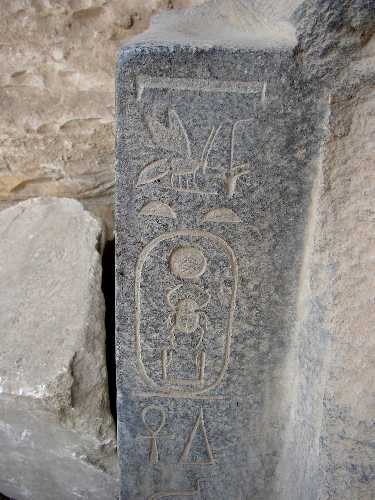
Relieve con cartucho.

En el Antiguo Egipto, el jeroglífico del cielo representa tanto el cielo físico como la mansión celeste en textos e iconografía. Es el jeroglífico «N1» en la Lista de Gardiner, referente al cielo, la tierra y el agua.
En lengua egipcia es el ideograma y el determinativo del cielo y de la diosa Nut. Es un jeroglífico biconsonántico pt, con valor fonético pt y triconsonántico ḥry, con valor fonético hry.

El jeroglífico del cielo se escribe a menudo complementado con los jeroglíficos “p”, y “t”, 
| Q3 |

, 
| X1 |

 pronunciado pt, o pet. La composición de los jeroglíficos es: 
| N1 · Q3 · X1 |

.

## Pt, en los dioses y el faraón
El jeroglífico del cielo puede encontrarse en la iconografía con referencia a los dioses, especialmente para referirse a Ra el Señor de P(e)t, Señor del cielo, en la cualidad de dios del Cielo. Igualmente, a menudo se denomina al faraón Señor del Cielo.
Algunos antiguos nombres egipcios que utilizan el jeroglífico del cielo son Petosiris y el dios Petbe. 

## Las variantes del jeroglíficocielo
El jeroglífico del cielo tiene tres variantes que son:
 

1–Cielo con columnas; El cielo combinado con cuatro trazos, 
| N4 |

 usado en la palabra i3dt, “rocío”; y como determinativo: šnyt ((sh)nyt) para “lluvia”.

2–El Cielo con el cetro uas 
| N2 |

 usado en palabras que significan oscuridad: como grh y wh, la “noche”, y kkw, la “oscuridad”.

3–El Cielo con el remo 
| N3 |

 a veces reemplaza al Cielo con cetro uas.

Las tres figuras utilizadas son la Columna (jeroglífico), Gardiner O30, (el cetro uas), S40, y el remo (instrumento) (o cuchara), P8: 
| O30 |

, 
| S40 |

, 
| P8 |

.

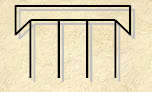
"Las cuatro columnas del Cielo" (Norte, Sur, Este y Oeste)
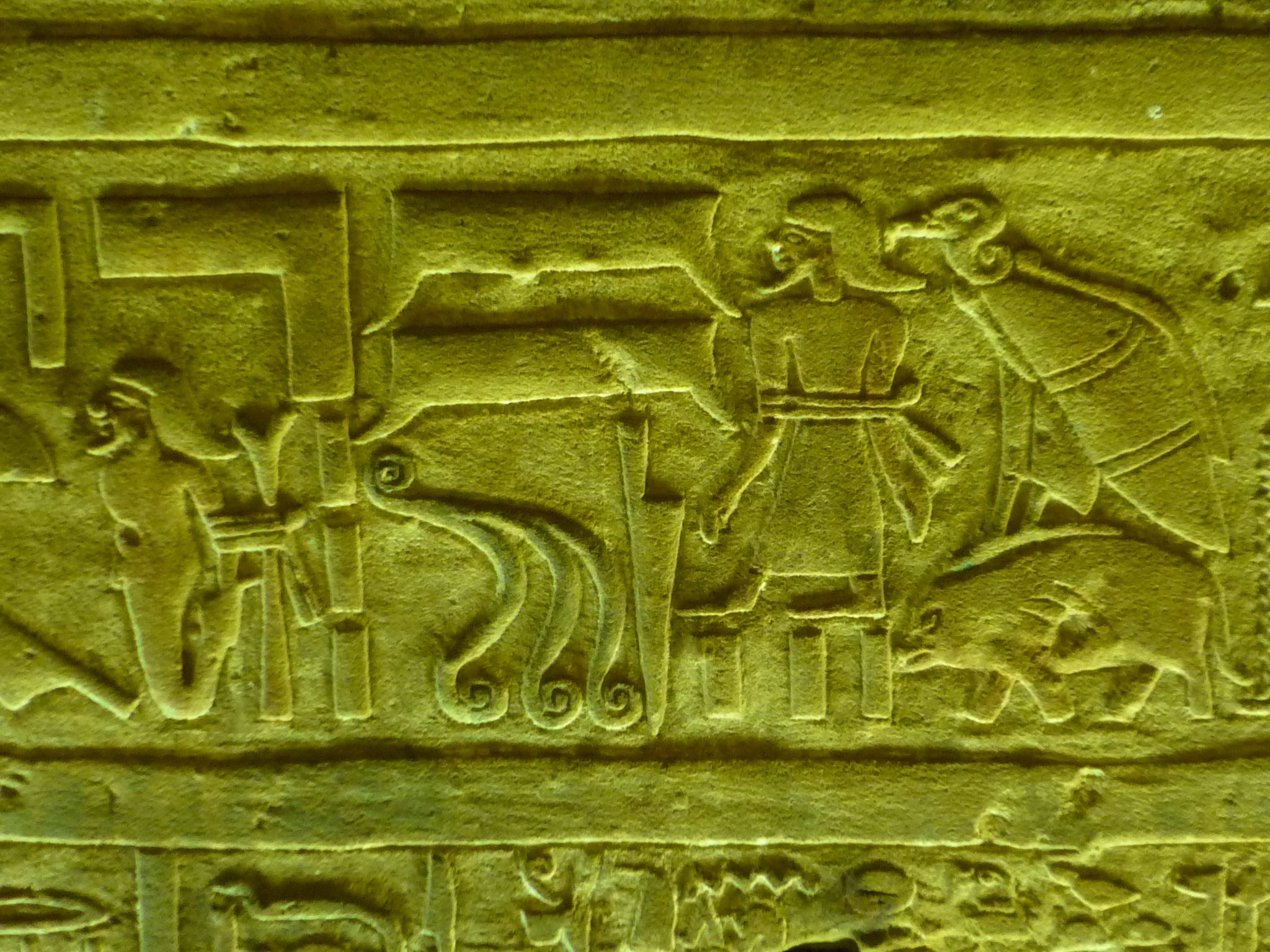
Relieve (arte)
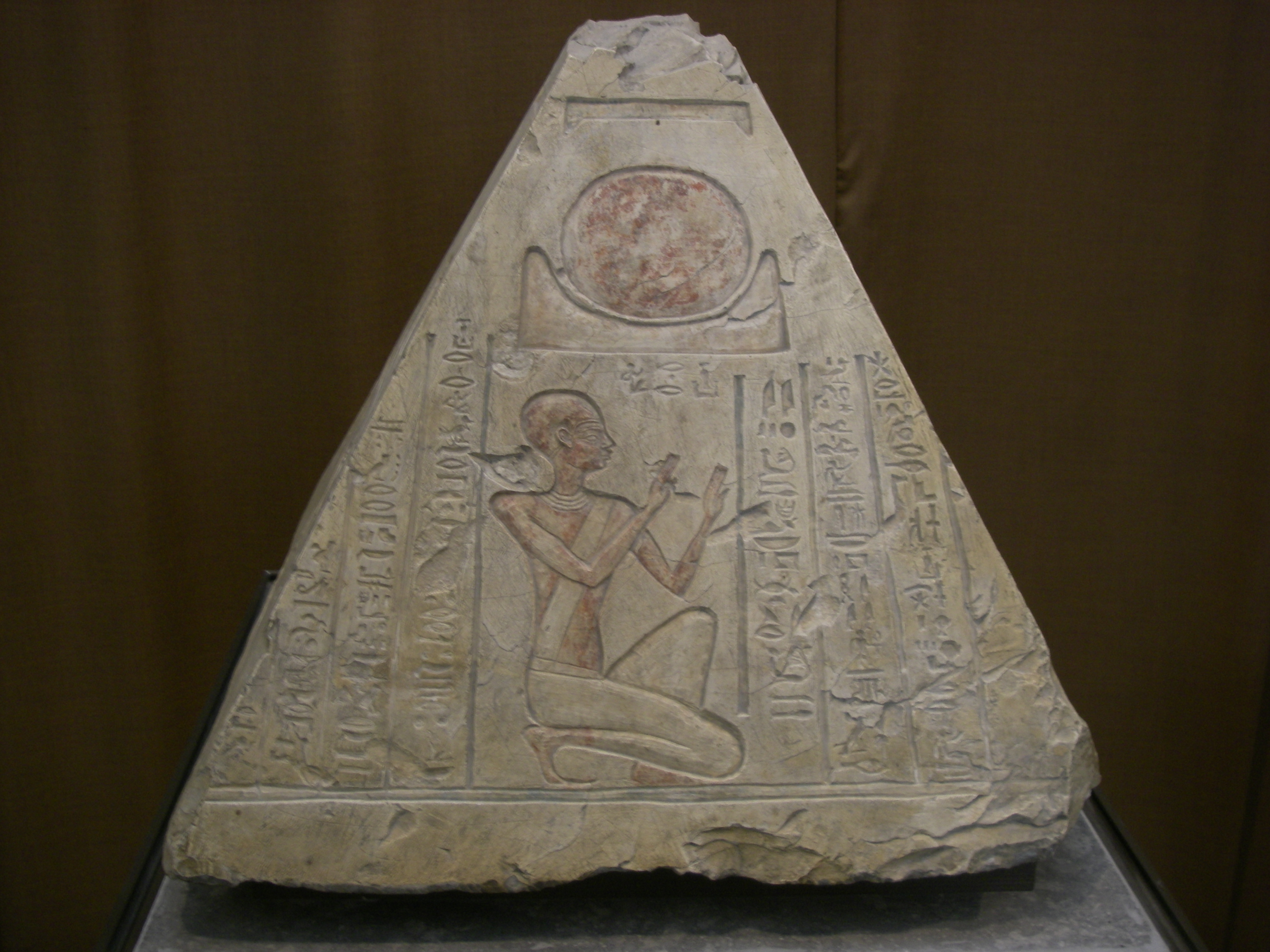
Piramidión
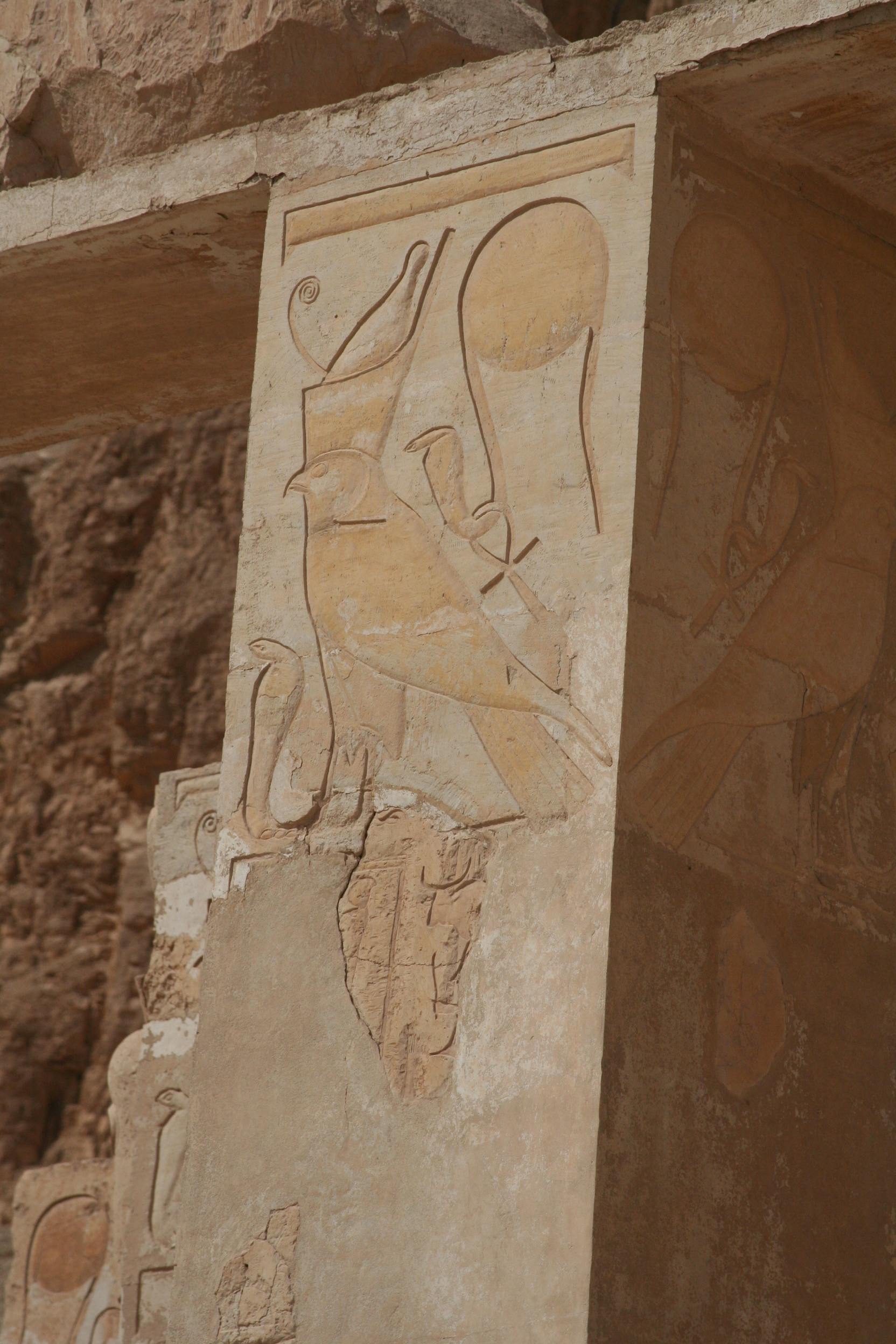
Templo de Hatshepsut